# Ско (Уолси)

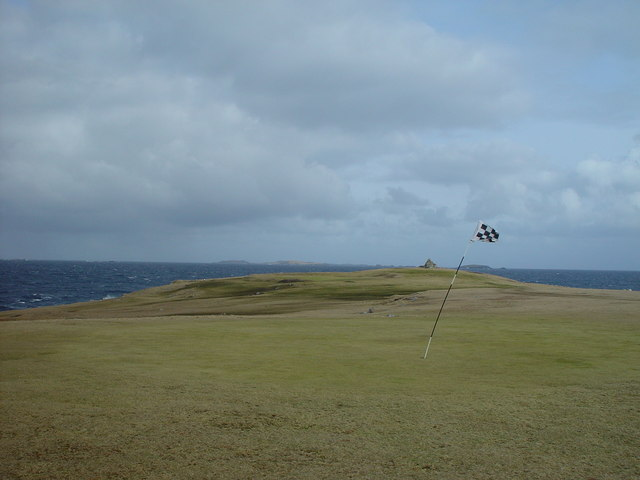
Гольф-клуб «Whalsay Golf Club».

Ско (англ. Skaw) — деревня в северо-восточной части острова Уолси в архипелаге Шетландских островов.

## География
Расположена на берегу Северного моря вблизи крайней северной и восточной точки острова Уолси. Рядом с деревней небольшие необитаемые острова Иннер-Холм-оф-Ско и Аутер-Холм-оф-Ско.

## Экономика
Автодорога связывает Ско с деревней Симбистер на юго-западе острова.

## Спорт
Рядом с деревней на северо-восточном мысу острова находится гольф-клуб «Whalsay Golf Club», самый северный гольф-клуб Великобритании.